# Elecciones municipales de 2015 en Madrid
Las elecciones municipales de 2015 se celebraron en Madrid el domingo 24 de mayo, de acuerdo con el Real Decreto de convocatoria de elecciones locales en España dispuesto el 30 de marzo de 2015 y publicado en el Boletín Oficial del Estado el día 31 de marzo. Se eligieron los 57 concejales del pleno del Ayuntamiento de Madrid, a través de un sistema proporcional (método d'Hondt), con listas cerradas y un umbral electoral del 5 %.

## Resultados
La candidatura del Partido Popular (PP) encabezada por Esperanza Aguirre, obtuvo una mayoría simple de 21 concejales, por 20 concejales de la candidatura de Ahora Madrid encabezada por Manuela Carmena, 9 de la lista del Partido Socialista Obrero Español (PSOE) encabezada por Antonio Miguel Carmona y 7 de la candidatura de Ciudadanos (Cs), encabezada por Begoña Villacís. Izquierda Unida-Comunidad de Madrid (IUCM-LV) y Unión Progreso y Democracia (UPyD) perdieron la representación que obtuvieron en los anteriores comicios de 2011. Los resultados completos se detallan a continuación:
| Candidatura                                              | Candidatura                                              | Votos     | %                               | Concejales                      |
| -------------------------------------------------------- | -------------------------------------------------------- | --------- | ------------------------------- | ------------------------------- |
|                                                          | Partido Popular (PP)                                     | 564 154   | 34,57                           | 21                              |
|                                                          | Ahora Madrid                                             | 519 721   | 31,84                           | 20                              |
|                                                          | Partido Socialista Obrero Español (PSOE)                 | 249 286   | 15,27                           | 9                               |
|                                                          | Ciudadanos-Partido de la Ciudadanía (Cs)                 | 186 487   | 11,43                           | 7                               |
| Unión Progreso y Democracia (UPyD)                       | Unión Progreso y Democracia (UPyD)                       | 29 812    | 1,83                            | 0                               |
| Izquierda Unida Comunidad de Madrid-Los Verdes (IUCM-LV) | Izquierda Unida Comunidad de Madrid-Los Verdes (IUCM-LV) | 27 651    | 1,69                            | 0                               |
| Vox (Vox)                                                | Vox (Vox)                                                | 9867      | 0,60                            | 0                               |
| Partido Animalista Contra el Maltrato Animal (PACMA)     | Partido Animalista Contra el Maltrato Animal (PACMA)     | 9599      | 0,59                            | 0                               |
| Los Verdes-Grupo Verde (LV-GV)                           | Los Verdes-Grupo Verde (LV-GV)                           | 5409      | 0,33                            | 0                               |
| Ciudadanos Libres Unidos (CILUS)                         | Ciudadanos Libres Unidos (CILUS)                         | 2512      | 0,15                            | 0                               |
| Falange Española de las JONS (FE de las JONS)            | Falange Española de las JONS (FE de las JONS)            | 2089      | 0,13                            | 0                               |
| Escaños en Blanco (EB)                                   | Escaños en Blanco (EB)                                   | 1895      | 0,12                            | 0                               |
| La Coalición Nacional (LCN)                              | La Coalición Nacional (LCN)                              | 1259      | 0,08                            | 0                               |
| Partido Comunista de los Pueblos de España (PCPE)        | Partido Comunista de los Pueblos de España (PCPE)        | 1226      | 0,08                            | 0                               |
| Partido Humanista (PH)                                   | Partido Humanista (PH)                                   | 1015      | 0,06                            | 0                               |
| Alternativa Española (AES)                               | Alternativa Española (AES)                               | 998       | 0,06                            | 0                               |
| Partido Multicultural por la Justicia Social (MJS)       | Partido Multicultural por la Justicia Social (MJS)       | 789       | 0,05                            | 0                               |
| Partido Libertario (P-LIB)                               | Partido Libertario (P-LIB)                               | 617       | 0,04                            | 0                               |
| Solidaridad y Autogestión Internacionalista (SAIn)       | Solidaridad y Autogestión Internacionalista (SAIn)       | 543       | 0,03                            | 0                               |
| Partido Obrero Socialista Internacionalista (POSI)       | Partido Obrero Socialista Internacionalista (POSI)       | 528       | 0,03                            | 0                               |
| Partido Castellano-Tierra Comunera-Pacto (PCAS-TC-PACTO) | Partido Castellano-Tierra Comunera-Pacto (PCAS-TC-PACTO) | 490       | 0,03                            | 0                               |
| Unión por Leganés (ULEG)                                 | Unión por Leganés (ULEG)                                 | 270       | 0,02                            | 0                               |
| Votos en blanco                                          | Votos en blanco                                          | 15 825    | 0,97                            | n/a                             |
| Votos válidos                                            | Votos válidos                                            | 1 632 042 | 100,00                          | 57                              |
| Votos nulos                                              | Votos nulos                                              | 12 051    | Participación: \| \| 68,90 % \| | Participación: \| \| 68,90 % \| |
| Votantes                                                 | Votantes                                                 | 1 644 093 | Participación: \| \| 68,90 % \| | Participación: \| \| 68,90 % \| |
| Electores                                                | Electores                                                | 2 386 120 | Participación: \| \| 68,90 % \| | Participación: \| \| 68,90 % \| |
|                                                          | 68,90 %                                                  |           |                                 |                                 |

## Concejales electos
Relación de concejales proclamados electos:

Candidatura más votada por distrito:
Partido Popular
Ahora Madrid

| N.º | Nombre                                   | Lista | Lista        |
| --- | ---------------------------------------- | ----- | ------------ |
| 1   | Esperanza Aguirre Gil de Biedma          |       | PP           |
| 2   | Manuela Carmena Castrillo                |       | Ahora Madrid |
| 3   | Íñigo Henríquez de Luna Losada           |       | PP           |
| 4   | Ignacio Murgui Parra                     |       | Ahora Madrid |
| 5   | Antonio Miguel Carmona Sancipriano       |       | PSOE         |
| 6   | José Luis Martínez-Almeida Navasqüés     |       | PP           |
| 7   | Begoña Villacís Sánchez                  |       | Cs           |
| 8   | Inés Sabanés Nadal                       |       | Ahora Madrid |
| 9   | Alicia Delibes Liniers                   |       | PP           |
| 10  | Mauricio Valiente Ots                    |       | Ahora Madrid |
| 11  | Purificación Causapié Lopesino           |       | PSOE         |
| 12  | María Inmaculada Sanz Otero              |       | PP           |
| 13  | Rita Maestre Fernández                   |       | Ahora Madrid |
| 14  | Percival Peter Manglano Albacar          |       | PP           |
| 15  | Miguel Ángel Redondo Rodríguez           |       | Cs           |
| 16  | Pablo César Carmona Pascual              |       | Ahora Madrid |
| 17  | Julio Ramsés Pérez Boga                  |       | PSOE         |
| 18  | Fernando Martínez Vidal                  |       | PP           |
| 19  | Marta María Higueras Garrobo             |       | Ahora Madrid |
| 20  | Beatriz María Elorriaga Pisarik          |       | PP           |
| 21  | Pablo Soto Bravo                         |       | Ahora Madrid |
| 22  | Isabel Rosell Volart                     |       | PP           |
| 23  | María de las Mercedes González Fernández |       | PSOE         |
| 24  | Sofía Miranda Esteban                    |       | Cs           |
| 25  | Celia Mayer Duque                        |       | Ahora Madrid |
| 26  | José Luis Moreno Casas                   |       | PP           |
| 27  | Jorge García Castaño                     |       | Ahora Madrid |
| 28  | Pablo Cavero Martínez de Campos          |       | PP           |
| 29  | Ignacio de Benito Pérez                  |       | PSOE         |
| 30  | Marta Gómez Lahoz                        |       | Ahora Madrid |
| 31  | María Isabel Martínez-Cubells Yraola     |       | PP           |
| 32  | Sergio Brabezo Carballo                  |       | Cs           |
| 33  | Almudena Maíllo del Valle                |       | PP           |
| 34  | Guillermo Zapata Romero                  |       | Ahora Madrid |
| 35  | María del Mar Espinar Mesa-Moles         |       | PSOE         |
| 36  | Francisco de Borja Carabante Muntada     |       | PP           |
| 37  | Rommy Arce Legua                         |       | Ahora Madrid |
| 38  | Álvaro González López                    |       | PP           |
| 39  | Ana María Domínguez Soler                |       | Cs           |
| 40  | Carlos Sánchez Mato                      |       | Ahora Madrid |
| 41  | José Manuel Dávila Pérez                 |       | PSOE         |
| 42  | José María Rotellar García               |       | PP           |
| 43  | Montserrat Galcerán Huguet               |       | Ahora Madrid |
| 44  | Ana Román Martín                         |       | PP           |
| 45  | Francisco Pérez Ramos                    |       | Ahora Madrid |
| 46  | Francisco de Borja Fanjul Fernández-Pita |       | PP           |
| 47  | María Carlota Merchán Mesón              |       | PSOE         |
| 48  | Bosco Labrado Prieto                     |       | Cs           |
| 49  | Esther Gómez Morante                     |       | Ahora Madrid |
| 50  | María Carmen Castell Díaz                |       | PP           |
| 51  | José Javier Barbero Gutiérrez            |       | Ahora Madrid |
| 52  | Jesús Moreno Sánchez                     |       | PP           |
| 53  | Ramón Silva Buenadicha                   |       | PSOE         |
| 54  | Yolanda Rodríguez Martínez               |       | Ahora Madrid |
| 55  | Pedro María Corral Corral                |       | PP           |
| 56  | Silvia Elena Saavedra Ibarrondo          |       | Cs           |
| 57  | José Manuel Calvo del Olmo               |       | Ahora Madrid |

## Acontecimientos posteriores
Investidura de la alcaldesa

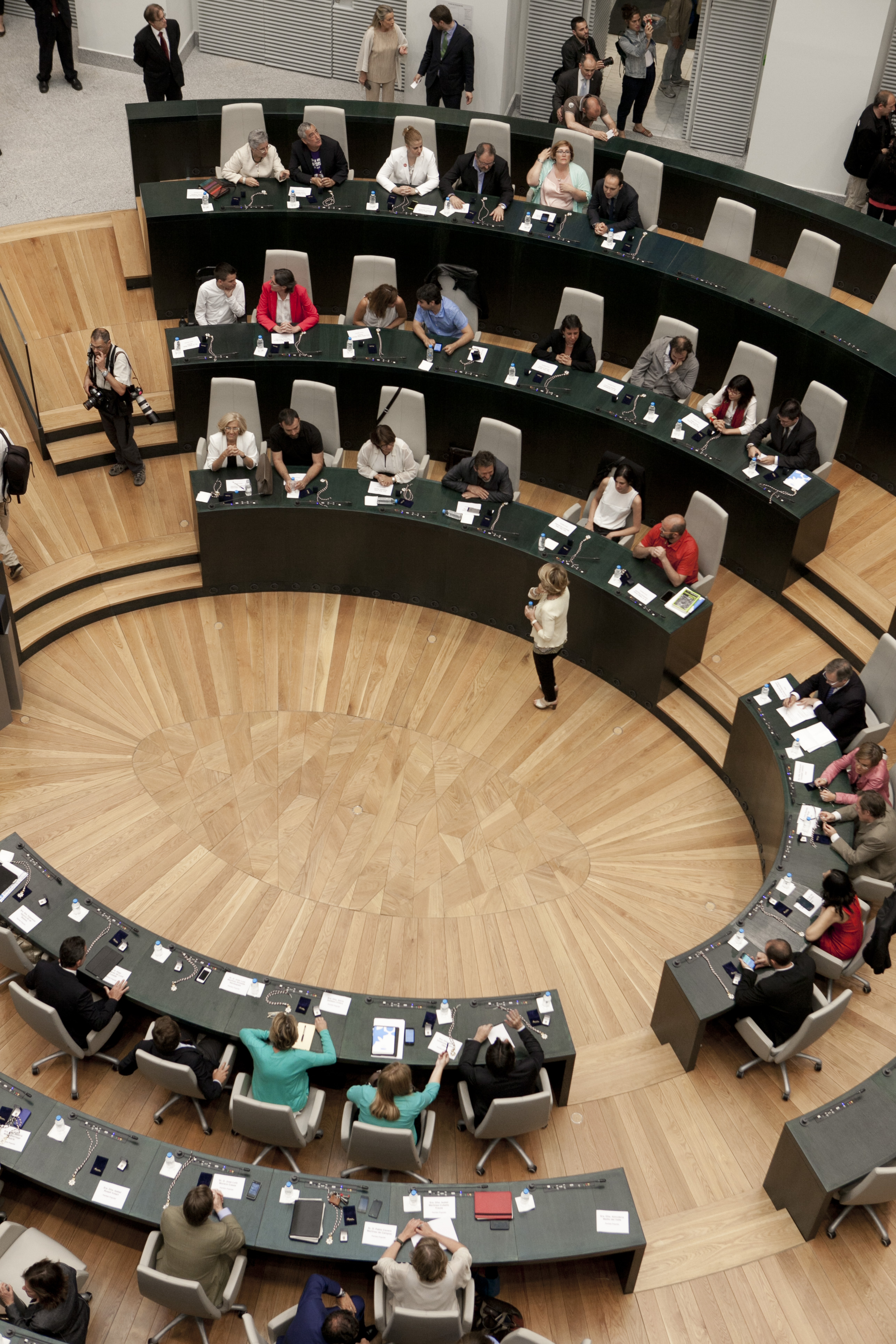
Vista del salón de plenos el día de la investidura

la Ley Orgánica de Régimen Electoral General establece que la corporación municipal se constituirá en una sesión pública el vigésimo día posterior a la celebración de las elecciones. En este caso, el 13 de junio de 2015 a las 11:00. La norma prevé que en la misma convocatoria se elige a la máxima autoridad local.
El acto, que tuvo lugar en el salón de plenos del Ayuntamiento, empezó con la lectura, por parte del secretario general del Pleno de la Corporación, Federico Andrés López de la Riva Carrasco, del artículo 195 de la Ley Orgánica 5/85 de 19 de junio de Régimen Electoral General. Después tuvo lugar la constitución de una mesa de edad integrada por la edil de mayor edad, en este caso Manuela Carmena, que presidió este órgano de gobierno de carácter transitorio, y la más joven, en este caso Rita Maestre, junto al secretario de la corporación.
Se comprobaron las credenciales presentadas o las acreditaciones de la identidad de las personas electas según las certificaciones que haya remitido la Junta Electoral de Zona y la presidenta de la Mesa de Edad ha declarado que la corporación ha quedado constituida con el quórum de la mayoría absoluta legal de los concejales electos. Seguidamente, el secretario general invitó a los componentes de la mesa de edad a formular el juramento o promesa del cargo de edil y llamó al resto de concejales a prestar juramento o promesa desde sus asientos. En primer lugar, lo hicieron los representantes de la lista electoral más votada, la del PP; después pasaron por el estrado el resto de ediles por orden de representación según los resultados: Ahora Madrid, PSOE y Ciudadanos.
A las 11:15, comenzó la elección de la máxima autoridad municipal. Según la legislación, el secretario leerá las candidaturas presentadas, todos los concejales que han encabezado las listas correspondientes y se proclamará electo quien obtenga la mayoría absoluta de los votos. La votación será secreta en una urna de cristal y se hará mediante papeletas en la que cada edil indicará expresamente el nombre y apellidos del candidato o candidata, o como mínimo los apellidos. Serán nulas aquellas en las que no conste con claridad la candidatura que se vota o contengan expresiones ajenas a la finalidad de la votación. Para este paso, los concejales serán llamados por orden alfabético. Los miembros de la mesa de edad serán los últimos en votar.
El artículo 1986 de la Ley Orgánica 5/1985, de 19 de junio, del Régimen Electoral General establece que si en la primera votación ninguna de las personas candidatas obtiene la mayoría, se proclamará alcalde o alcaldesa al concejal o concejala que encabece la lista más votada en los comicios. Tras la votación y el escrutinio, el aspirante que logre más votos será proclamado máxima autoridad municipal. Tras esto, el elegido jurará o prometerá el cargo y una vez se ha hecho constancia de haber cumplido con los preceptivos trámites legales, recibirá los atributos. El bastón de mando tiene una empuñadura de oro con el escudo municipal, borlas y la inscripción "Alcalde de Madrid". Cuando ocupe su escaño en la presidencia del hemiciclo municipal, los integrantes de la Mesa de Edad se sentarán con sus compañeros de grupo. A las 11:45, Manuela fue oficialmente nombrada alcaldesa.
Por último, a partir de las 12:00 intervinieron los portavoces de los diferentes grupos políticos representados en el Ayuntamiento, con un tiempo máximo de diez minutos y por orden de menor a mayor según el número de votos, y así cerrar el acto. Cabe destacar que estuvieron presentes en la ceremonia algunos de los exalcaldes de Madrid como Ana Botella, Alberto Ruiz-Gallardón, José María Álvarez del Manzano y Juan Barranco.
Ahora Madrid y el PSOE alcanzaron el 12 de junio un acuerdo alcanzado para investir a Manuela Carmena como alcaldesa con el apoyo de los nueve concejales electos del PSOE.
En la votación de investidura que tuvo lugar en la sesión plenaria constitutiva de la corporación municipal celebrada el 13 de junio de 2015 Manuela Carmena resultó elegida alcaldesa de Madrid con una mayoría absoluta de los votos de los concejales (29 votos); Esperanza Aguirre recibió los 21 votos de su partido, y Begoña Villacís los 7 de su formación política.
| Candidatos a la alcaldía | Votos |
| ------------------------ | ----- |
| Manuela Carmena          | 29/57 |
| Esperanza Aguirre        | 21/57 |
| Begoña Villacís          | 7/57  |

Equipo de gobierno
Por la tarde, tuvo lugar la formación de la junta de gobierno, en la que la nueva alcaldesa Manuela Carmena eligió a los concejales que dirigirían la ciudad, así como la primera rueda de prensa ante los medios de comunicación en la que anunció sus primeras medidas.